# Naoto Itō
Naoto Itō (jap. 伊藤 直人, Itō Naoto; * 15. August 1969 auf Sapporo) ist ein ehemaliger japanischer Skispringer.

## Werdegang
Itō gab am 14. Dezember 1991 in seiner Heimat Sapporo sein Debüt im Skisprung-Weltcup. Nachdem er jedoch in den ersten beiden Springen nicht erfolgreich war, sprang er ab 1993 erst im Skisprung-Continental-Cup und kam 1995 zurück in den Weltcup-Kader. Bereits in seinem ersten Weltcup-Springen in Sapporo am 21. Januar 1995 sprang er mit dem 10. Platz auf eine vordere Platzierung, bevor er einen Tag später mit dem 4. Platz nur knapp einen Podiumsplatz verpasste. Dieser Platz gelang ihm erstmals und auch zum einzigen Mal am 5. Februar 1995 im schwedischen Falun, wo er mit Platz drei von der Großschanze das beste Ergebnis seiner Karriere erreichte. In den folgenden Jahren Die Continental-Cup-Saison 1994/95 beendete er kurz darauf auf dem 15. Platz in der Gesamtwertung. In der Gesamtwertung der Weltcup-Saison 1994/95 belegte er den 19. Platz, ebenso im Skiflug-Weltcup. In den folgenden Jahren konnte er weder im Continental- noch im Weltcup an diese Erfolge anknüpfen und beendete daraufhin 1998 seine aktive Skisprungkarriere.

## Statistik

### Weltcup-Platzierungen
| Saison  | Platz | Punkte |
| ------- | ----- | ------ |
| 1986/87 | 60.   | 006    |
| 1994/95 | 19.   | 225    |
| 1995/96 | 49.   | 074    |
| 1996/97 | 96.   | 003    |

### Grand-Prix-Platzierungen
| Saison | Platz | Punkte |
| ------ | ----- | ------ |
| 1995   | 30.   | 531    |

### Continental-Cup-Platzierungen
| Saison  | Platz | Punkte |
| ------- | ----- | ------ |
| 1993/94 | 127.  | 035    |
| 1994/95 | 015.  | 368    |
| 1995/96 | 030.  | 261    |
| 1996/97 | 025.  | 349    |
| 1997/98 | 072.  | 162    |